# ローズ・フランシーヌ・ロゴンベ
ローズ・フランシーヌ・ロゴンベ（フランス語: Rose Francine Rogombé, 1942年9月20日 - 2015年4月10日）は、ガボンの政治家、法律家。2009年2月にガボン上院議長に任命され、2009年7月のオマール・ボンゴ大統領の死後、憲法の規定によりガボンの暫定大統領を務めた。暫定的な職務代行とはいえ、ガボン史上初の女性国家元首である。

## 経歴
1942年、フランス領赤道アフリカ・ランバレネ（現在のガボン共和国モワイエン・オゴウェ州ランバレネ市）でガルワ族として生まれ育った。フランスで学習した後、判事としてガボン国内で働いた。1980年代には女性参画・人権担当相として任じられた。。1990年代前半の複数政党化の時期には政治から離れ、法律関係の仕事に専念していた。この間に特別犯罪法廷の副長官に就任している。また2007年には神学の学位を取得している。2008年4月の地方選挙でランバレネの市議会議員に選出され、2009年1月の選挙ではランバレネの選挙区から上院議員として選出された。同年2月には上院議員99人中90人の支持を得て上院議長に就任した。彼女はガボン政界で大きな力を持つボンゴ大統領及びジョルジュ・ラウィリ元外相、上院議長の一族の友人と近しい関係にあり、彼女の上院議長選出にはボンゴ大統領の意向が反映されていた。
2015年4月10日、療養中のパリで死去した。